# Telmatoscopus eximius
Telmatoscopus eximius és una espècie d'insecte dípter pertanyent a la família dels psicòdids.

## Descripció
- Mascle: cos marró; front més gruixut que el clipi i sense franja mitjana; segment núm. 4 dels palps més esvelt i pàl·lid que els altres; tòrax sense patagi; ales de 2,4 mm de llargària, 1,7 d'amplada, amb la superfície superior recoberta de pèls espatulats i la membrana lleugerament tenyida de marró (tot i que la cel·la costal és més fosca).
- La femella no ha estat encara descrita.[3]

## Distribució geogràfica
Es troba a Àsia: Borneo.